# Friedrich August Bretschneider

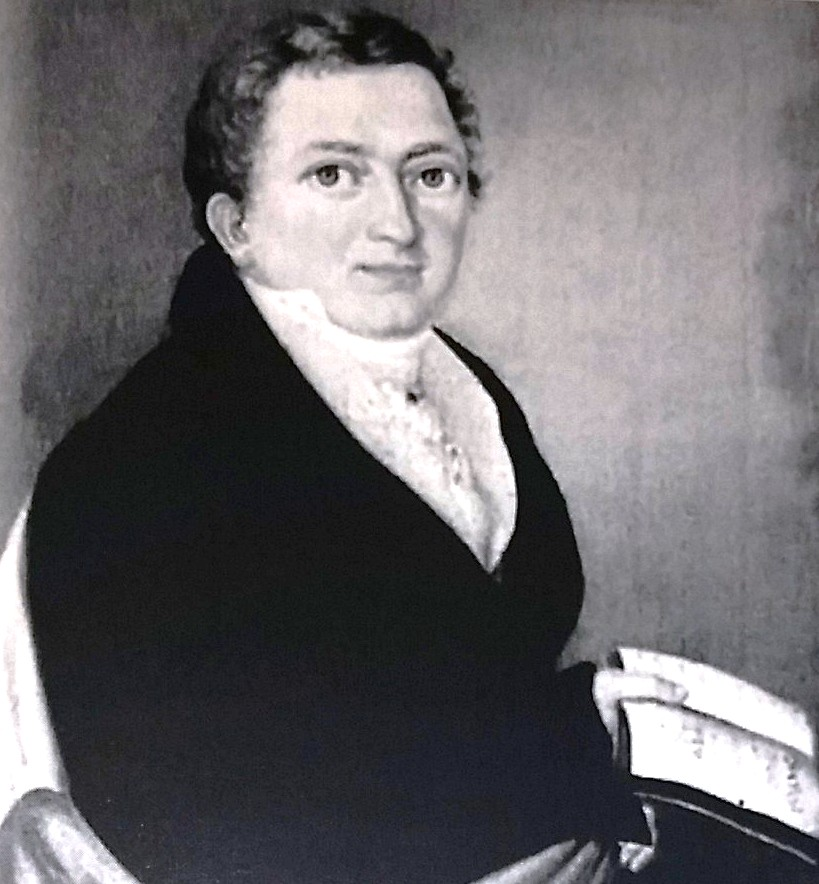
Friedrich August Bretschneider

Friedrich August Bretschneider (* 13. Februar 1805 in Delitzsch; † 22. Juli 1863 in Löbau) war ein deutscher Bäckermeister. Er war der Stifter des König-Friedrich-August-Turms auf dem Löbauer Berg.

## Leben und Wirken
Bretschneider wurde 1805 in Delitzsch geboren. Spätestens ab 1828 lebte er in Löbau. Am 5. August 1828 heiratete er Erdmuthe Gottliebe Schmidt. Deren Vater war der Inhaber einer Bäckerei am Löbauer Altmarkt. Bretschneider übernahm das Geschäft seines Schwiegervaters und wurde Bäckermeister. Ab 1850 existierten Pläne in der Stadt, auf dem Löbauer Berg einen Aussichtsturm zu errichten, diese wurden jedoch aufgrund mangelnder finanzieller Mittel verworfen. Bretschneider gehörte zu den Befürwortern des Turm-Vorhabens. Am 28. November 1853 legte er seine eigenen Ideen zur Realisierung des Aussichtsturms dem damaligen Löbauer Bürgermeister Karl Hartmann vor. Bretschneider bot der Stadt an, die Finanzierung des Projekts komplett mit eigenen Mitteln zu übernehmen. An dieses Angebot knüpfte er einige Bedingungen, etwa die Art der Ausführung des Turms, die am Bau beteiligten Unternehmen sowie die uneingeschränkte Nutzung des Grund und Bodens inklusive einer Gastwirtschaft am Turm für 15 Jahre. Die Löbauer Stadtväter stimmten dem Vorschlag zu, der Bau des König-Friedrich-August-Turms begann im Mai 1854. Bretschneider rechnete mit Baukosten von etwa 5000 Talern. Zur Eröffnung des Turms im September 1854 hatten sich die Kosten jedoch auf 25.000 Taler summiert. Bretschneider war gezwungen, viele seiner Besitztümer zu verkaufen und sich zu verschulden. Er starb 1863 im Alter von 58 Jahren.
Bretschneider verlegte 1854 das Buch Der Löbauer Berg und der Friedrich-August-Thurm von Emil Borott, in dem unter anderem über den Bau des Turms berichtet wurde.

## Gedenken

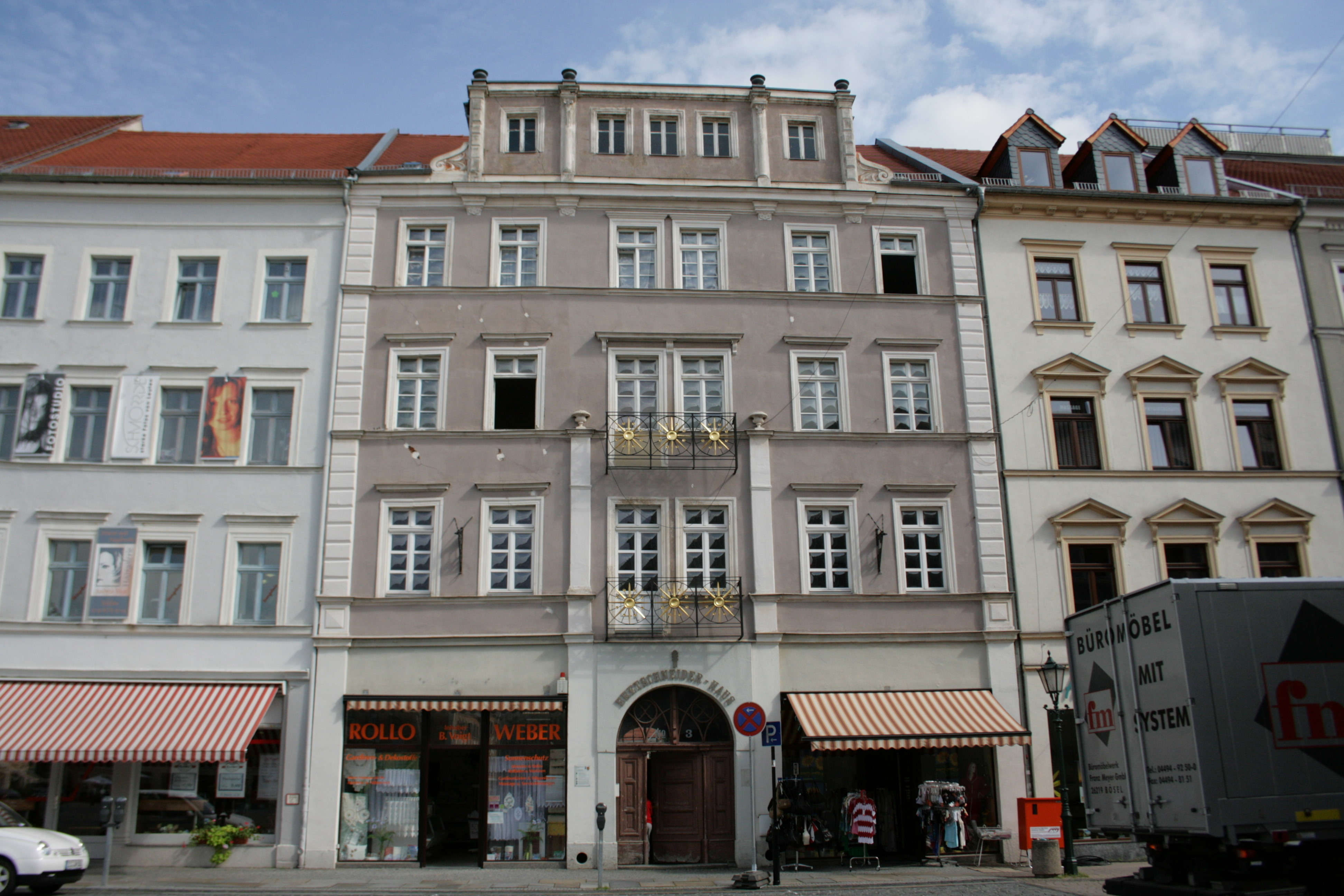
Bretschneider-Haus am Löbauer Altmarkt

Im Juli 1862 kam es im Haus von Bretschneiders Bäckerei zu einem Feuer. Der Brand griff schnell auf angrenzende Häuser und Straßenzüge über und konnte erst nach vielen Stunden gelöscht werden. Das Haus des Bäckermeisters wurde wieder aufgebaut, die Fertigstellung erfolgte 1865, zwei Jahre nach seinem Tod. Zu Ehren von Friedrich August Bretschneider wurde das Gebäude Bretschneider-Haus genannt. Das Haus steht heute unter Denkmalschutz. Im Durchgang zum Innenhof ist die Geschichte des Aussichtsturms und seines Stifters dargestellt.
Unweit des Aussichtsturmes befand sich ein Gedenkstein für Friedrich August Bretschneider. Dieser wurde anlässlich seines 200. Geburtstages am 13. Februar 2005 auf den Alten Friedhof Löbau versetzt. Dort wurde er auf dem Originalsockel der Grabstätte Bretschneiders platziert. Der originale Grabstein wurde zu Zeiten der DDR beschädigt und ist seitdem verschwunden.
Neben dem König-Friedrich-August-Turm erinnert heute eine Gedenktafel an den Stifter, auf welcher unter anderem das Lebensmotto Bretschneiders, „Je weiter der Blick, desto freier das Herz“, zu lesen ist.
Während des Turmfests 2014 wurde die Lebensgeschichte Friedrich August Bretschneiders mit Unterstützung durch das Löbauer Stadtarchiv und das Rathaus als Theaterstück unter dem Namen „Welch’ Pracht! Du Gusseiserner!“ aufgeführt.